# 劉復基
劉復基（りゅう ふくき、1885年1月20日 - 1911年10月10日）は、清朝末期の中国同盟会の分派の一つである文学社の発起人で、武昌起義を計画した一人。別名は汝夔、字は堯澂、または堯臣・瑤臣。湖南省常徳府武陵県の出身。武昌起義勃発直前に湖広総督の瑞澂により、彭楚藩・楊宏勝と共に斬首刑に処され、「彭劉楊三烈士」と呼称されるようになった。

## 生涯

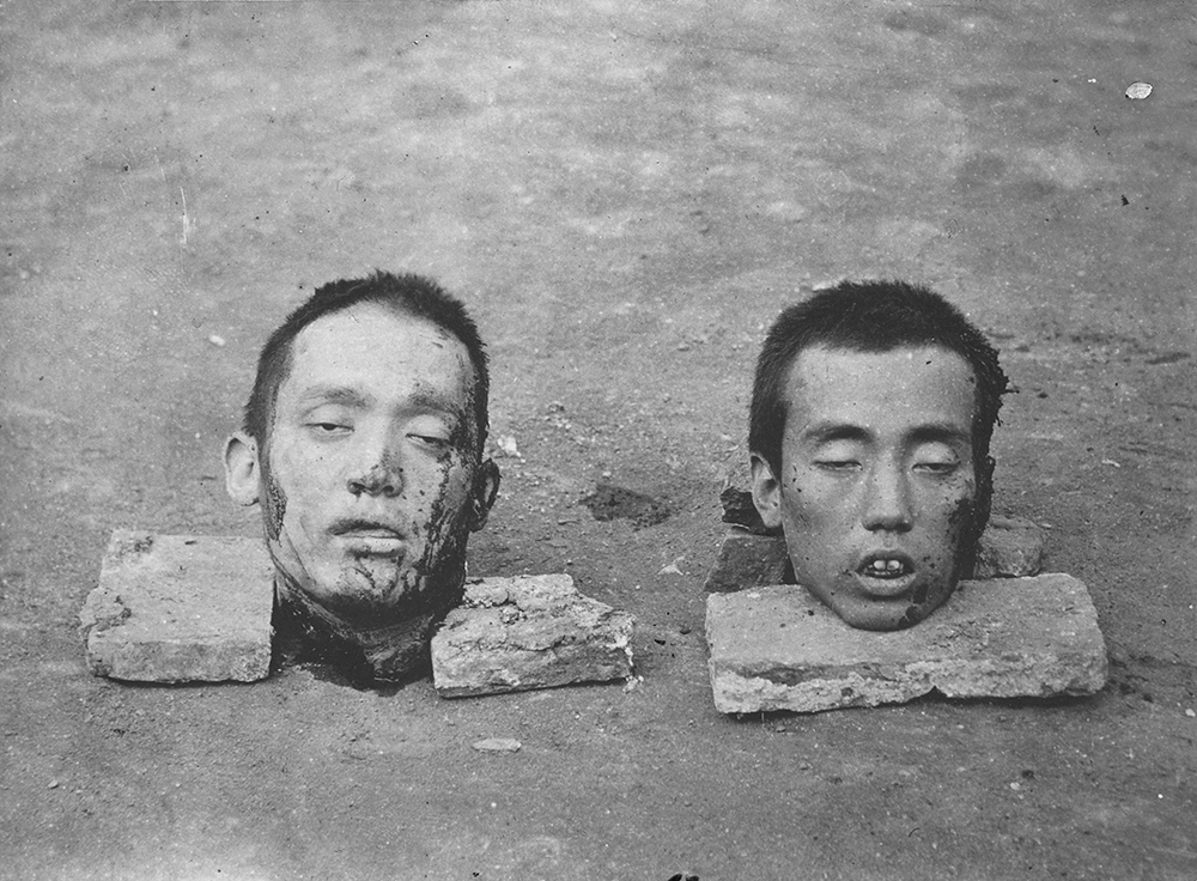
劉復基（左）、彭楚藩（右）は清軍に捕らえられ、反乱事件の首謀者として斬首刑となった。

劉復基は、光緒10年12月5日（1885年1月20日）に農民の家庭に生まれた。顧炎武・王夫之の書籍の影響を受け、華夷思想を持っていた。
1904年、劉復基は武陵県の高校を卒業後、湖南哥老会で活動した。同年に黄興・宋教仁、そして哥老会湖南の首領馬福益が清朝に対する蜂起を計画する際に彼らに加わり、常徳や近隣の湘西地域を担当した。蜂起後は常徳の柳葉湖に逃れた。
翌年4月、劉復基と馬福益は洪江での蜂起に再び失敗、馬福益は逮捕処刑された。劉復基は日本に逃れ、8月に東京で中国同盟会に参加した。
1906年、劉復基は武漢経由で中国に戻り、劉静庵が率いる日知会に参加した。長沙に戻った後、彼は地元の「人民日報」と「中西報」の発行を担当した。
同年夏、禹之謨らの組織が陳天華と姚宏業の埋葬を行い、湖南革命の機運が高まった。しかし禹之謨が逮捕されると劉復基は常徳を逃れ、蔣翊武と連絡を取りながら人員を集めに奔走し、頭角を現すようになった。一時は常徳祗園寺を設立して湘西革命を起こそうとしたものの、当局の役人廖世英に察知されてしまい、劉復基は蔣翊武と共に上海に逃れた。その後中国同盟会の会員である楊卓霖の「競業旬報」の運営を補助し、中国同盟会に蔣翊武を紹介した。
1907年、両江総督の端方の刺殺を試みたとして楊卓霖が逮捕され、「競業旬報」は出版停止となった。 劉復基と蔣翊武はそれぞれ故郷に潜伏した。
1909年秋、劉復基の兄である劉星澂は、劉復基を蔣翊武が漢口で活動する「商務報」へ誘い、劉復基は会計と編集長を務めた。 彼と蔣翊武と詹大悲は新聞と定期刊行物を拠点として仲間を集め 、地元の革命団体である群志学社との関係を確立した。
1910年、立憲派の楊度を処罰しようとしたため、劉復基もイギリス警官に8時間拘束され、「商務報」も活動停止を余儀なくされた。群志学社の社員はほとんど新軍兵士であったため、劉復基も新軍に入隊、第二十一混合協四十一標に配属される傍らで、革命工作を行った。
だがこの判断は当局に群志学社の存在を気付かせる事となり、9月18日、劉復基は群志学社を「振武学社」と改名、楊王鵬を社長に任命した。実態の活動としては、全て劉復基が取り仕切っていた。
やがて瑞澂が湖広総督となると、革命党員への警戒が厳重になったため、楊王鵬と李六如は辞任し、劉復基と蔣翊武は引き続き組織活動を率いた。
翌年1月、振武学社は文学社に再編され、劉復基が評議部長に任命された。
劉復基は文学社の仲間を募集し、宣伝活動を行うと同時に共進会との連携を推進し、名声を高めた。
9月、文学社と共進会は湖北革命軍総指揮部を組織。劉復基は総会において調停役となった。彼は参院および湖北革命軍総司令部の3人の軍事準備官の長に任命され、武昌起義の行動計画を策定した。決起は当初10月6日に予定されていたが、湖南省での資金調達が遅れ、実施できずにいた。
10月9日、孫武が爆弾の暴発事故を起こし、当局の注意を引く。劉復基は蔣翊武らと共に小朝街にある本部で緊急会議を開催。夜には決起を行うことを決定するが、その会議の最中に清軍による襲撃を受けてしまう。蔣翊武は逃亡に成功したが、劉復基は彭楚藩・楊宏勝と共に清軍に逮捕され、10日早朝に斬首刑に処された。
10月10日夜、金兆龍と程定国の2名が上官である陶啓勝の就寝命令を巡ってトラブルとなった末に陶啓勝を銃殺する事件が起きる。それを好機と見た共進会代表熊秉坤は決起し、武昌起義が勃発した。

## 評価
- 「困難で先見の明[11]」「落ち着いた謀略」「革命党の頭脳[12]」「文学社の諸葛孔明[13]」
- 李六如：「劉復基は日本への留学生の中でも、知性を持った学生だった。彼が軍隊に参加して以来、軍隊内の革命運動はさらに盛り上がった[14]」

## 記念
武昌には、3人の姓にちなんで名付けられた「彭劉楊路」がある。
1931年、彼らが処刑された湖広総督府東門跡の武昌造船所東大門に「三烈士亭」が設立された。
1991年の武昌80周年記念において、武昌区人民政府は記念行事を開催、武昌競馬場に三烈士の像を建立した。

## 映画
- 1981年、台湾映画「辛亥双十」において爾冬陞が劉復基を演じた[15]。
- 2005年の中国テレビドラマ 「武昌首義」において李蓬が劉復基を演じた。
- 2011年の香港映画「1911」においても登場するが、クレジットタイトルには入っておらず、演者は不明である。